# Mecanicismo

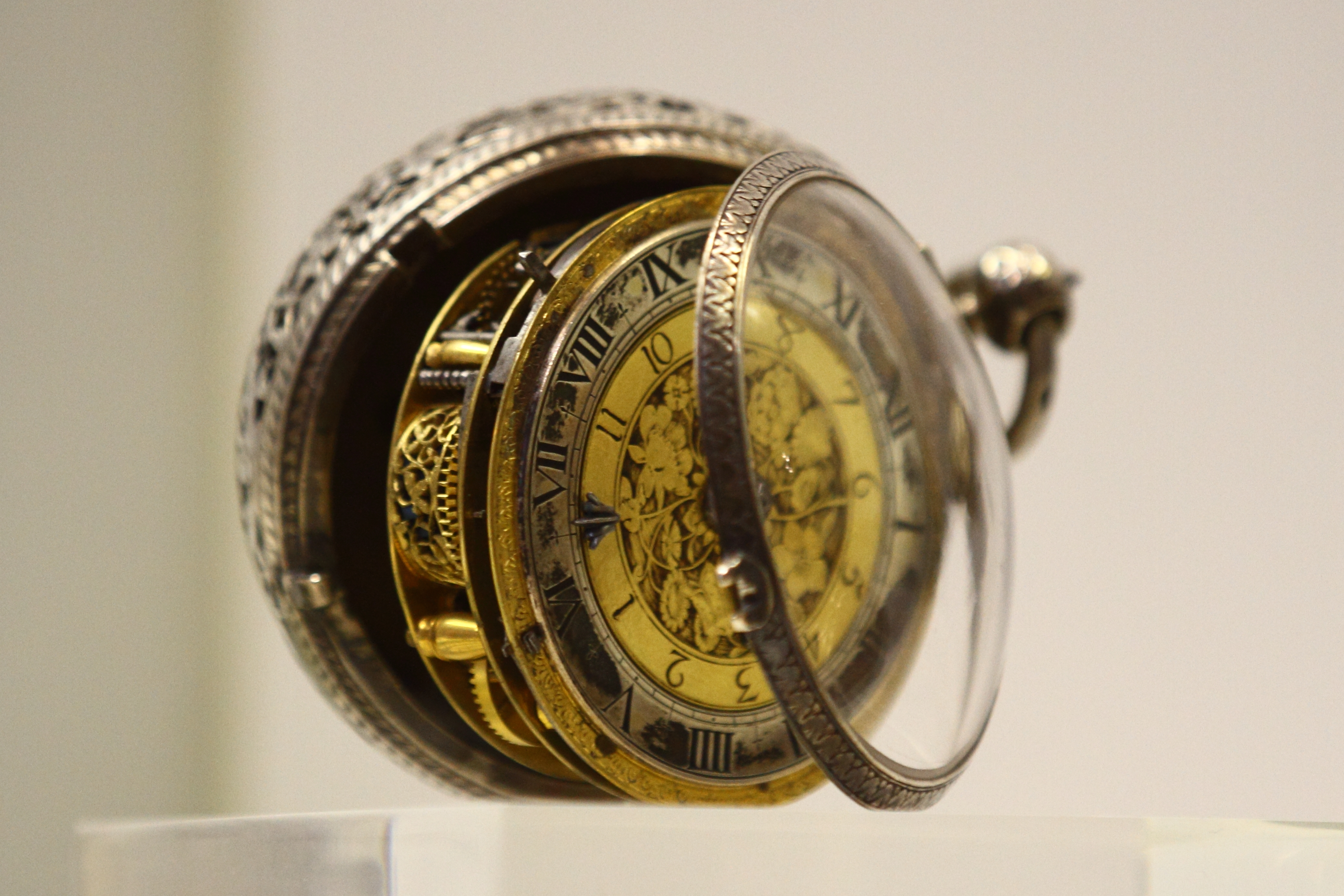
Reloj de bolsillo del. Los relojes fueron las máquinas modelo de las concepciones mecanicistas.

En filosofía, el mecanicismo  es un tipo de modelo que afirma que la única forma de causalidad es la influencia física externa, lineal y determinística entre las entidades que conforman el mundo material, cuyos límites coincidirían con el mundo real. A nivel ontológico, corresponde a una variante particular dentro del pensamiento naturalista (junto con el realismo, materialismo, fisicalismo y otras corrientes afines), aunque también presenta formulaciones en sistemas de pensamiento dualistas, como en el caso del mecanicismo cartesiano. A nivel epistemológico, el mecanicismo se caracteriza por un compromiso radical para con el determinismo. 
Para la metafísica idealista esto supone la negación de la existencia de entidades espirituales provenientes de una realidad paralela y no material. De esto modo, el mecanicismo explica la realidad en términos de materia, movimiento local, leyes naturales estrictas y determinación causal.

## Distintos enfoques
Con todo, es necesario aclarar que el mecanicismo no solo es un enfoque filosófico general —vale decir, compatible con diversas filosofías de dominio más restringido— sino que, y esto es muy importante, hay profundas diferencias entre el mecanicismo clásico de la filosofía moderna (siglos XVII al XIX) y las filosofías contemporáneas que encuentran en los mecanismos un elemento central de la investigación científica. A estas últimas, bien puede llamárselas neomecanicismo, mecanicismo contemporáneo o nueva filosofía mecanicista.

## Antecedentes
Históricamente se hallan las primeras formulaciones mecanicistas en la filosofía griega. Los fundadores del atomismo, Leucipo y Demócrito, postularon una cosmología determinista reducida al movimiento de los átomos por el espacio vacío. En el Timeo, Platón alude a los explicaciones mecanicistas de Demócrito, las cuales critica duramente. Se dice que le disgustaba tanto que nunca le mencionó su nombre y deseaba quemar todos sus libros. Por otro lado, su discípulo Aristóteles lo citó con frecuencia y lo contrastaba con su cosmología teleológica. Autores posteriores como Epicuro y Lucrecio recogerán sus doctrinas.

## Mecanicismo en la filosofía moderna
El mecanicismo tuvo un renacimiento en los siglos XVII y XVIII en los filósofos Hobbes, Descartes, Spinoza, Newton y Holbach.

### Concepto y características
Es la doctrina según la cual toda realidad natural tiene una estructura comparable a la de una máquina, de modo que puede explicarse de esta manera basándose en modelos de máquinas. Como concepción filosófica reduccionista, el mecanicismo sostiene que toda realidad debe ser entendida según los modelos proporcionados por la mecánica, e interpretada sobre la base de las nociones de materia y movimiento.
El reloj fue durante mucho tiempo el prototipo de máquina (que por una parte liga el tiempo con el espacio que debe recorrer el péndulo o las agujas de su esfera), aparecido como el modelo de las concepciones mecanicistas de los siglos XVII hasta mediados del siglo XIX. Se trata de una metáfora radical, porque constituye no solo un modo de entender la física de los cuerpos, es decir lo que se llamó mecánica moderna, sino una verdadera filosofía, es decir una concepción del mundo en su conjunto.
La imagen mecanicista del mundo se apoyaba fundamentalmente en el principio de causalidad por el que se consideraban regidos todos los fenómenos que describe la física clásica. Pero el problema del determinismo mecanicista que ponía en entredicho la libertad humana, condujo a considerar que toda máquina pertenece inevitablemente al mundo inorgánico y, por tanto, toda analogía con los seres vivos era ficticia.
El mecanicismo tendió a abandonar el carácter ontológico para adoptar la forma epistemológica. Es decir, no se trataba tanto de afirmar que el mundo es una máquina, ni tan sólo una máquina extremadamente compleja, sino que se trataba simplemente de concebirlo y explicarlo como si lo fuera, es decir, a partir de las leyes de la mecánica sin presuponer por ello el carácter mecánico de lo real. Ello dio lugar a un mecanicismo metodológico y al ideal de poder constituir una única ciencia basada en los principios de la mecánica.

### Contexto histórico
El mecanicismo refleja los cambios en la mentalidad que se operaron a partir del desarrollo del comercio y la producción manufacturera y el desarrollo de la burguesía, en los siglos XVI al XVIII. Esto llevó a un implícito de nuevos conocimientos y la necesidad de una mayor comprensión de la naturaleza teniendo lugar una revolución en las ciencias naturales con Descartes, Newton, etc.
Este cambio en las relaciones de producción, precedido de la Reforma protestante y del Calvinismo de los siglos XV y XVI, acompañado del descubrimiento del Nuevo Mundo, cambio por fuerza, trastocando la inmutabilidad del mundo conocido por la idea de un mundo en movimiento, aunque este movimiento, una vez empezado con el primer impulso, fuera también inmutable. Los planetas giraban describiendo sus órbitas en un movimiento cíclico repetitivo y eterno.

### Desarrollo

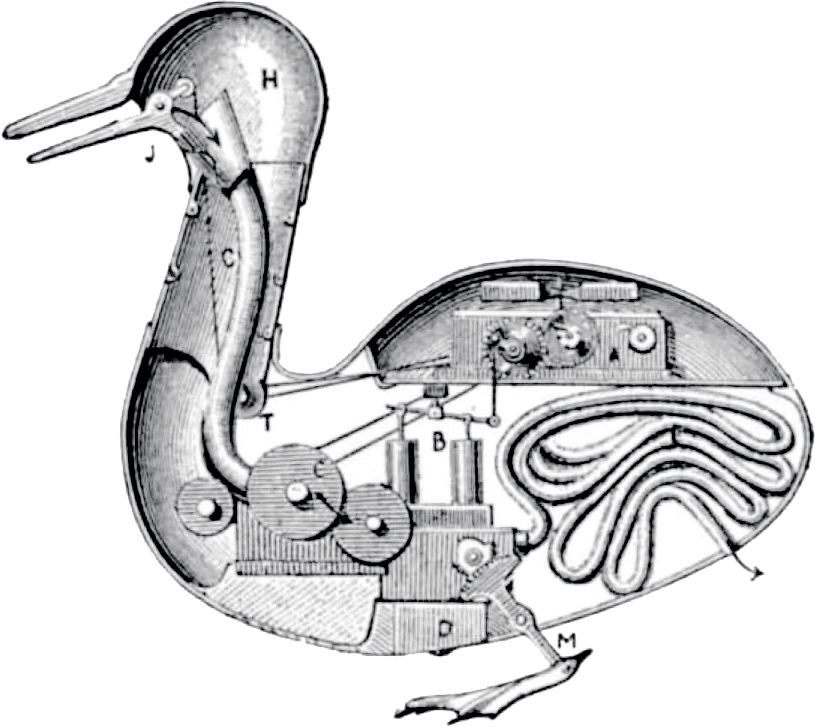
Descartes redujo los animales a una mera extensión material, como unos autómatas, negándoles capacidades cognitivas y sensitivas.

El mecanicismo surgido en el siglo XVII, como enfoque filosófico de las investigaciones científicas de Galileo, Huygens, Boyle, fue magistralmente enunciado por René Descartes, pero antes también por Francis Bacon y posteriormente por Thomas Hobbes. Se trataba de una auténtica cosmovisión caracterizada por dos doctrinas, una ontológica y otra gnoseológica. La ontología mecanicista cartesiana contenía dos tesis principales: (a) el mundo (y todo objeto) es una máquina o como una máquina (maquinismo) y (b) todo lo real es físico (fisicalismo o fisicismo). La gnoseología mecanicista, por su parte, sostenía la reducción de los fenómenos a sus partes (físicas) y sus interacciones (mecánicas), era necesaria y suficiente para explicar esos fenómenos (reduccionismo).
Descartes argumentó que no se puede explicar la mente en términos de la dinámica espacial de la materia. Sin embargo, su comprensión de la biología era de naturaleza mecanicista:

Me gustaría que consideraras que estas funciones (incluida la pasión, la memoria y la imaginación) se derivan de la mera disposición de los órganos de la máquina de forma tan natural como los movimientos de un reloj u otro autómata se derivan de la disposición de sus contrapesos y ruedas.
Descartes, Tratado sobre el hombre

si considero el cuerpo del hombre en tanto que es una cierta máquina de tal manera ensamblada y compuesta de huesos, nervios, músculos, venas, sangre y piel, que, aunque no existiese en él alma alguna, tendría sin embargo todos los movimiento que ahora en él no proceden del mando de la voluntad".
Descartes, Meditaciones Metafísicas

No obstante, para Descartes el lenguaje no se podía explicar enteramente en términos mecánicos. También negó que los animales tuvieran razón o inteligencia. Argumentó que los animales no carecían de sensaciones o percepciones, pero esto podría explicarse mecánicamente. Mientras que los humanos tenían un alma o mente y podían sentir dolor y ansiedad, los animales en virtud de no tener un alma no podían sentir dolor o ansiedad. Si los animales mostraban signos de angustia, esto era para proteger el cuerpo del daño, pero el estado innato necesario para que sufrieran estaba ausente. La idea de que los animales estaban separados de la humanidad y que simplemente eran máquinas permitía el maltrato de los animales, y no fue sancionado por la ley y las normas sociales hasta mediados del siglo XIX. David Hume en su ensayo De la inmortalidad del alma argumentó en contra del mecanicismo cartesiano al decir que los animales "indudablemente sienten, piensan [...] de una manera más imperfecta que los hombres; ¿Son sus almas también inmateriales e inmortales?". Las publicaciones de Charles Darwin finalmente erosionarían la visión cartesiana de animales.

## Materialismo mecanicista
Entre los materialistas mecanicistas se cuenta también Feuerbach y Bujarin. El materialismo mecanicista fue criticado por Marx y Engels, los cuales desarrollaron su materialismo dialéctico.